# Le Cergne
Le Cergne ist eine französische Gemeinde mit 614 Einwohnern (Stand 1. Januar 2022) im Département Loire in der Region Auvergne-Rhône-Alpes (vor 2016 Rhône-Alpes). Sie gehört zum Arrondissement Roanne und zum Kanton Charlieu.

## Geografie
Die Gemeinde Le Cergne liegt an der Grenze zum Département Rhône, etwa 20 Kilometer ostnordöstlich von Roanne. Umgeben wird Le Cergne von den Nachbargemeinden Arcinges im Nordwesten und Norden, Écoche im Norden und Nordosten, Cours im Osten und Süden, Sevelinges im Süden und Südwesten sowie Cuinzier im Westen.

## Bevölkerungsentwicklung
| Jahr                       | 1962 | 1968 | 1975 | 1982 | 1990 | 1999 | 2006 | 2014 | 2022 |
| Einwohner                  | 502  | 475  | 476  | 569  | 650  | 698  | 701  | 661  | 614  |
| Quellen: Cassini und INSEE |      |      |      |      |      |      |      |      |      |

## Sehenswürdigkeiten
- Kirche Conversion-de-Saint-Paul von 1856
- Kapelle Notre-Dame-de-Fatima

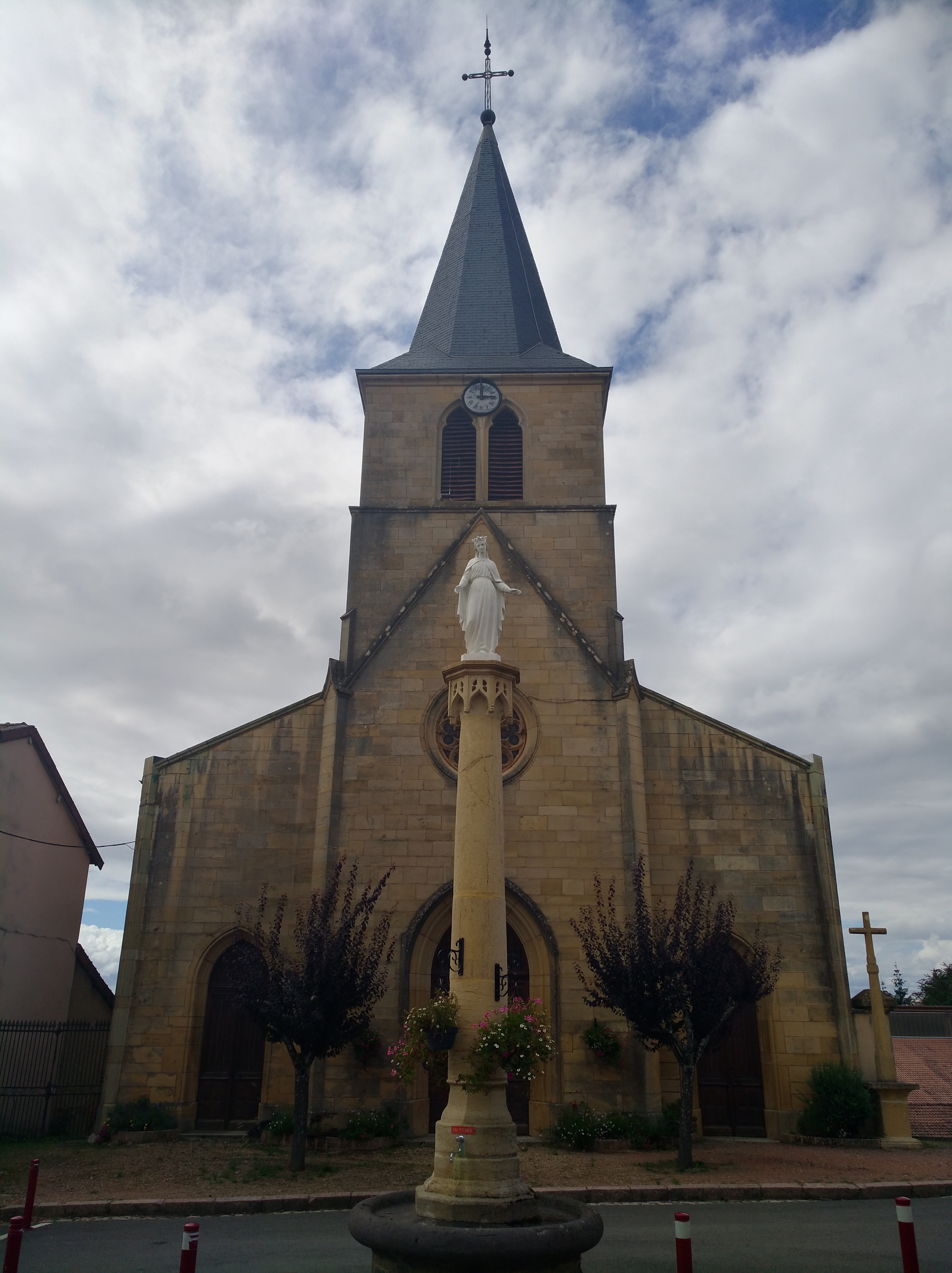
Kirche Conversion-de-Saint-Paul
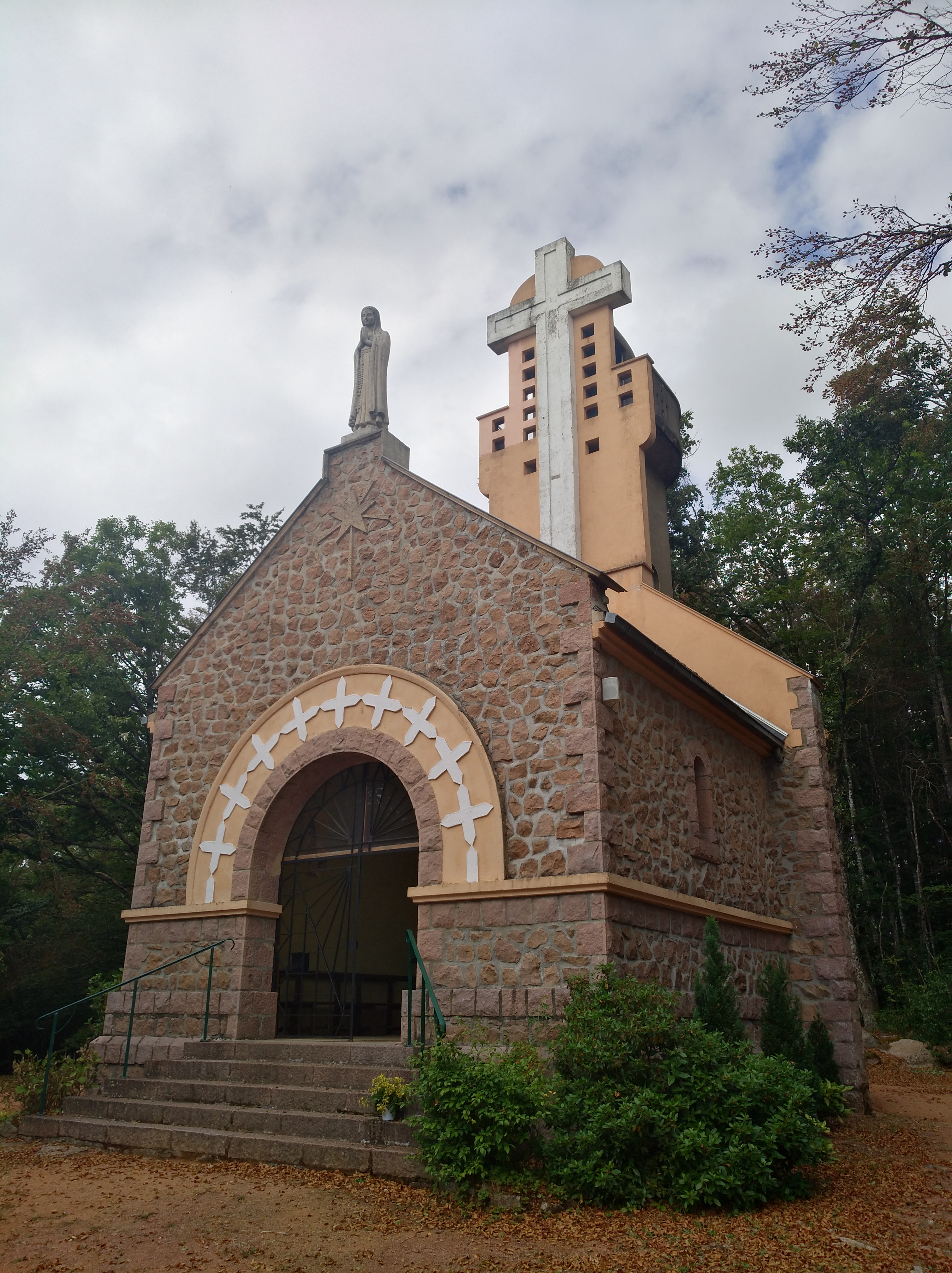
Kapelle Notre-Dame-de-Fatima